# محوطه قلاکوتی خرم کوه
محوطه قلاکوتی خرمکوه مربوط به هزاره اول قبل از میلاد است و در شهرستان رودبار، بخش عمارلو، روستای خرمکوه واقع شده و این اثر در تاریخ ۱۹ مرداد ۱۳۸۴ با شمارهٔ ثبت ۱۲۸۲۲ به‌عنوان یکی از آثار ملی ایران به ثبت رسیده است.